# Suite voor klein orkest (Klami)
Uuno Klami componeerde zijn Suite voor klein orkest opus 37 in 1946.
Klami had zichzelf eigenlijk al buiten de Finse klassieke muziek geplaatst door zich meer op de Franse stijl te richten dan op de Duitse of zelfs Russische. Met deze suite voor klein orkest plaatste hij zichzelf eigenlijk ook buiten de klassieke muziek van de 20e eeuw met al haar stromingen. Voor het jaar 1946 is het ongewone muziek. Niets in de muziek doet bijvoorbeeld aan een net afgelopen oorlog denken, ook het laatste deeltje niet.

## Delen
1. Sérénade (Allegro moderato)
2. Intermezzo (Lento e suave)
3. Mache militaire (Allegro giocoso)

De suite begint met een serenade (NB: op zijn Frans geschreven!). Deze serenade in wandeltempo laat zich maar moeilijk wandelen. Het ritmegevoel wijzigt continu, dus met twee benen redt men het niet. Eenvoudiger lijkt het intermezzo waarin de twee thema’s steeds terugkeren. Het derde deel Marche militaire (ook weer Frans gespeld) zou een weerslag van die oorlog kunnen zijn, maar op deze mars is het moeilijk marcheren. Af en toe te snel, dan weer terughoudend in tempo; het marskarakter is bijna verdwenen door de frivole versieringen. De drie delen duren ongeveer even lang.

## Orkestratie
- 1 dwarsfluit, 1 piccolo, 2 hobo’s, 2 A-klarinetten, 2 fagotten;
- 2 hoorns, 2 trompetten
- 1 stel pauken, 1 man / vrouw percussie, 1 harp
- violen, altviolen, celli, contrabassen.

## Discografie
- Uitgave BIS Records; het Tapiola Sinfonietta onder leiding van Jean-Jaques Kantorow; een opname uit 1996. Het boekwerkje werd geschreven door Kalevi Aho, ook Finse componist.